# Іванівська сільська рада (Чернігівський район)
Іва́нівська сільська́ ра́да — орган місцевого самоврядування у Чернігівському районі Чернігівської області. Адміністративний центр — село Іванівка.

## Загальні відомості
Іванівська сільська рада утворена в 1922 році.
- Територія ради: 85,302 км²
- Населення ради: 3639 осіб (станом на 2001 рік)

## Населені пункти
Сільській раді підпорядковані населені пункти:
- с. Іванівка
- с. Количівка
- с. Ягідне

## Склад ради
Рада складається з 30 депутатів та голови.
- Голова ради: Швидка Олена Петрівна

### Керівний склад попередніх скликань
| ПІБ                          | Основні відомості                                                 | Дата обрання | Дата звільнення |
| ---------------------------- | ----------------------------------------------------------------- | ------------ | --------------- |
| Струк Світлана Миколаївна    | Сільський голова, 1970 року народження                            | 26.03.2006   | 31.10.2010      |
| Безкровна Валентина Петрівна | Сільський голова, 1957 року народження, освіта вища, позапартійна | 31.10.2010   | 18.09.2011      |
| Швидка Олена Петрівна        | Сільський голова, 1983 року народження, освіта вища, позапартійна | 18.09.2011   |                 |

Примітка: таблиця складена за даними джерела

### Депутати
За результатами місцевих виборів 2010 року депутатами ради стали:

#### За суб'єктами висування
| Суб'єкт висування | Кількість обраних депутатів | %    |
| ----------------- | --------------------------- | ---- |
| Самовисування     | 28                          | 93,3 |
| Партія регіонів   | 2                           | 6,7  |

#### За округами
| Депутати Іванівської сільської ради | Депутати Іванівської сільської ради | Депутати Іванівської сільської ради | Депутати Іванівської сільської ради | Депутати Іванівської сільської ради                             | Депутати Іванівської сільської ради                                           |
| № округу                            | Прізвище, ім'я, по батькові         | Дата визнання обраним               | Освіта                              | Партійна приналежність                                          | Відомості про обраного депутата                                               |
| ----------------------------------- | ----------------------------------- | ----------------------------------- | ----------------------------------- | --------------------------------------------------------------- | ----------------------------------------------------------------------------- |
| Партія регіонів                     |                                     |                                     |                                     |                                                                 |                                                                               |
| 2                                   | Коротка Лілія Василівна             | 03.11.2010                          | вища                                | член Партії регіонів                                            | відпустка по догляду за дитиною                                               |
| 9                                   | Буглак Валентина Михайлівна         | 03.11.2010                          | вища                                | член Партії регіонів                                            | Іванівська загальноосвітня школа І-ІІ ст., вчитель                            |
| Самовисування                       |                                     |                                     |                                     |                                                                 |                                                                               |
| 1                                   | Похилько Юрій Михайлович            | 03.11.2010                          | середня спеціальна                  | позапартійний                                                   | Чернігівське лісове господарство, лісник                                      |
| 3                                   | Міх Валентина Тимофіївна            | 03.11.2010                          | вища                                | член Всеукраїнського об'єднання «Батьківщина»                   | КДЗ, завідувачка                                                              |
| 4                                   | Рожкова Поліна Антонівна            | 03.11.2010                          | середня спеціальна                  | член «Жінки за майбутнє» Всеукраїнського політичного об'єднання | АСК «Оранта», страховий агент                                                 |
| 5                                   | Кузнецова Валентина Олександрівна   | 03.11.2010                          | вища                                | позапартійна                                                    | підприємство «Чернігівгаз», наальник юридичного відділу                       |
| 6                                   | Зуйок Ольга Михайлівна              | 02.04.2012                          | вища                                | член Партії регіонів                                            | Іванівська ЗОШ І-ІІІ ст., вчитель української мови                            |
| 7                                   | Нагорна Людмила Петрівна            | 03.11.2010                          | середня спеціальна                  | позапартійна                                                    | магазин с. Іванівка, продавець                                                |
| 8                                   | Ребенок Вадим Михайлович            | 02.04.2012                          | вища                                | член Партії регіонів                                            | Чернігівський державний педагогічний університет ім. Т. Г. Шевченка, викладач |
| 10                                  | Петренко Світлана Сергіївна         | 03.11.2010                          | вища                                | позапартійна                                                    | Іванівська бібліотека, бібліотекар                                            |
| 11                                  | Пономаренко Людмила Юхимівна        | 03.11.2010                          | середня                             | позапартійна                                                    | Кафе «Етуаль», кухар                                                          |
| 12                                  | Сугаков Григорій Володимирович      | 03.11.2010                          | середня                             | позапартійний                                                   | приватне підприємство                                                         |
| 13                                  | Струк Олена Іванівна                | 05.12.2011                          | вища                                | член Партії регіонів                                            | Іванівська сільська рада, секретар виконкому                                  |
| 14                                  | Оністрай Раїса Степанівна           | 03.11.2010                          | середня                             | член Всеукраїнського об'єднання «Батьківщина»                   | Козелецький молокозавод завод, приймальник молока                             |
| 15                                  | Дмитрик Володимир Олексійович       | 03.11.2010                          | вища                                | член Партії регіонів                                            | НАЦ Академія аграрних наук, начальник відділу                                 |
| 16                                  | Нітченко Світлана Петрівна          | 03.11.2010                          | середня спеціальна                  | позапартійна                                                    | пенсіонер                                                                     |
| 17                                  | Буглак Олександр Олександрович      | 03.11.2010                          | середня спеціальна                  | член Всеукраїнського об'єднання «Батьківщина»                   | тимчасово не працює                                                           |
| 18                                  | Чміль Лариса Анатоліївна            | 03.11.2010                          | середня спеціальна                  | позапартійна                                                    | Чернігівський обласний тубдиспансер, молодша медсестра                        |
| 19                                  | Кудлій Катерина Борисівна           | 03.11.2010                          | середня                             | позапартійна                                                    | Количівська загальноосвітня школа, кухар                                      |
| 20                                  | Корніченко Олексій Григорович       | 03.11.2010                          | вища                                | позапартійний                                                   | КП «Облсвітло», інженер                                                       |
| 21                                  | Проскурнича Євгенія Василівна       | 03.11.2010                          | вища                                | позапартійна                                                    | ЧРДА, відділ субсидій                                                         |
| 22                                  | Юрченко Людмила Миколаївна          | 03.11.2010                          | середня спеціальна                  | позапартійна                                                    | ВАТ «Чернігівгаз», контролер                                                  |
| 23                                  | Чиж Роман Володимирович             | 03.11.2010                          | середня спеціальна                  | позапартійний                                                   | АЗС «WOG», заправщик                                                          |
| 24                                  | Буглак Руслан Михайлович            | 03.11.2010                          | середня спеціальна                  | позапартійний                                                   | приватне підприємство                                                         |
| 25                                  | Коноваленко Микола Миколайович      | 03.11.2010                          | середня                             | позапартійний                                                   | приватне підприємство                                                         |
| 26                                  | Дерев'янко Олег Антонович           | 03.11.2010                          | середня спеціальна                  | член Всеукраїнського об'єднання «Батьківщина»                   | сілськогосподарське підприємство «Авангард», ветеринар                        |
| 27                                  | Ровник Тетяна Іванівна              | 03.11.2010                          | середня спеціальна                  | член Всеукраїнського об'єднання «Батьківщина»                   | Іванівське відділення зв'язку, листоноша                                      |
| 28                                  | Кадуха Людмила Петрівна             | 03.11.2010                          | середня спеціальна                  | позапартійна                                                    | Іванівська амбулаторія, фельдшер                                              |
| 29                                  | Хїодак Григорій Михайлович          | 03.11.2010                          | середня спеціальна                  | позапартійний                                                   | ДПДГ «Чернігівське», майстер по будівництву                                   |
| 30                                  | Дьогтяр Петро Михайлович            | 03.11.2010                          | середня                             | член Партії регіонів                                            | ДПДГ «Чернігівське», водій                                                    |